# Crusade
Crusade — студійний альбом британського блюз-рокового гурту John Mayall & the Bluesbreakers, що вийшов на лейблі Decca Records 1 вересня 1967 року. Записаний 12 липня 1967 року. Альбом посів 8-е місце в UK Albums Chart.
Як і в двох попередніх альбомах продюсером виступив Майк Вернон. У записі взяв участь 18-річний гітарист Мік Тейлор (майбутній учасник гурту The Rolling Stones). 

## Історія
Джон Мейолл запросив до складу гурту 18-річного гітариста Міка Тейлора (майбутнього учасника гурту The Rolling Stones), який для молодого музиканта став першою роботою у студії. Також до гурту увійшли бас-гітарист Джон Мак-Ві (потім і постійно в Fleetwood Mac), ударник Кіф Гартлі (пізніше створив гурт Keef Hartley Band) і саксофоніст Кріс Мерсер. 11 і 12 липня 1967 року музиканти у новому складі працювали у студії над записом нового альбому.
Перша композиція платівки «Oh, Pretty Woman» була вперше записана Альбертом Кінгом. «My Time After Awhile» — емоційна інтерпретація пісні, записаної ще одним легендарним блюзовим гітаристом Бадді Гаєм. «Man of Stone» була написана новоорлеанським виконавцем Едді Кірклендом, а «Driving Sideways» техаським гітаристом Фредді Кінгом. Інтерпретації Мейолла «Me and My Woman» була заснована на записі Літтла Джо Блу, зробленого на лейблі Kent. Також до альбому увійшли кавер-версії «I Can't Quit You Baby» Віллі Діксона і «Checkin' Up on My Baby» Санні Бой Вільямсона. Серед власних пісень Мейолла виділяється «The Death of J.B. Lenoir», яка була присвячена міссісіпському блюзовому музиканту Дж. Б. Ленору (1929–1967).
Альбом вийшов на лейблі Decca Records (SKL 4890) 1 вересня 1967 року. Як і в двох попередніх альбомах продюсером виступив Майк Вернон. Альбом став 4-м (3-м студійним) у дискографії John Mayall & the Bluesbreakers і посів #8 в UK Albums Chart. Також він посів в 136-е місце в American album chart. В США альбом був виданий на London Records.
За два тижні перед виходом альбому відбулась зміна у складі гурту: басист Джон Мак-Ві вирішив приєднатися до Пітера Гріна і Міка Флітвуда і продовжити кар'єру у новоствореному гурті Fleetwood Mac. Мак-Ві був замінений Полом Вільямсом. У духовій секції також були зроблені зміни: Ріпа Кента замінив саксофоніст Дік Гексталл-Сміт (колишній учасник The Graham Bond Organisation).

## Список композицій
1. «Oh, Pretty Woman» (А. К. Вільямс) — 3:40
2. «Stand Back Baby» (Джон Мейолл) — 1:50
3. «My Time After Awhile» (Рон Беджер, Шелдон Фейнберг, Роберт Геддінс, Бадді Гай) — 5:15
4. «Snowy Wood» (Джон Мейолл, Мік Тейлор) — 3:41
5. «Man of Stone» (Едді Кіркленд) — 2:29
6. «Tears in My Eyes» (Джон Мейолл) — 4:20
7. «Driving Sideways» (Фредді Кінг, Сонні Томпсон) — 4:03
8. «The Death of J.B. Lenoir» (Джон Мейолл) — 4:27
9. «I Can't Quit You Baby» (Віллі Діксон) — 4:35
10. «Streamline» (Джон Мейолл) — 3:19
11. «Me and My Woman» (Джин Бардж) — 4:05
12. «Checkin' Up on My Baby» (Санні Бой Вільямсон II) — 3:59

## Учасники запису
- Джон Мейолл — вокал, орган, губна гармоніка, слайд-гітара (ботлнек)
- Мік Тейлор —  соло-гітара
- Джон Мак-Ві — бас-гітара
- Кіф Гартлі — ударні
- Кріс Мерсер — тенор саксофон
- Ріп Кент — баритон саксофон

Технічний персонал
- Майк Вернон — продюсер
- Джон Мейолл — текст для обкладинки
- Гас Даджон — інженер звукозапису
- Деррі Бреббс — фотографія обкладинки

## Видання альбому
| Рік  | Лейбл  | Формат | Каталог   | Країна          |
| ---- | ------ | ------ | --------- | --------------- |
| 1967 | Decca  | LP     | SKL 4890  | Велика Британія |
| 1967 | London | LP     | PS 529    | США             |
| 1967 | Decca  | LP     | SKLA 4890 | Австралія       |
| 1969 | London | LP     | LL 3529   | Канада          |

## Хіт-паради
| Рік  | Альбом  | Чарт            | Позиція |
| ---- | ------- | --------------- | ------- |
| 1967 | Crusade | UK Albums Chart | 8       |